# 巩昌府
巩昌府，金朝时设置的府。

巩昌府在甘肃省的位置（1820年）

正大中改巩州置，治所在陇西县（今属甘肃省），元朝初年改为巩昌路。明朝初年复为巩昌府，属陕西承宣布政使司。辖境约当今甘肃省张家川、清水、两当、徽县等县以西，会宁、定西等县市以南，漳县、礼县、西和、武都等县以东及文县、康县以北地区。
清属甘肃省，下领一州（岷州），一厅（洮州），七县：陇西县、安定县、会宁县、通渭县、宁远县、伏羌县、西和县。清时东境析出秦州，南境析出阶州，西境并入岷州、洮州两卫地，辖境约当今通渭、甘谷等县以西，会宁、定西等县市以南，临潭县、岷县以东及宕昌、西和等县以北地区。1913年废。

## 历任知府

### 明代
- 张瓒
- 赵文博
- 崔達
- 陈敏
- 孫亶
- 崔志顯
- 戴浩
- 韓福
- 秦紘
- 邢珫
- 曾逵
- 张侃
- 徐盛
- 朱寰
- 孫春，弘治十八年（1505年）二月升贵州右参政
- 孫璽，正德元年（1506年）调任
- 唐臣，正德元年任
- 李鉞，正德六年（1511年）正月升四川副使
- 謝訒
- 馬騤，山西代州进士
- 倪璋，直隶宛平进士
- 曹琥，直隶巢县进士，未任去世
- 朱裳，直隶沙河进士，嘉靖二年升浙江副使
- 金濂，嘉靖九年左右任
- 张纶，直隶任丘举人
- 金中天，山西榆次举人
- 袁士伟，山东肥城进士
- 周满，四川内江进士，嘉靖二十四年左右任
- 寇天與，山西榆次进士
- 杨铨，武功卫人，进士
- 李世芳，湖广麻城进士
- 吴梦麟，直隶曲周人
- 梁恩，湖广巴陵进士
- 李莛，河南湯陰舉人
- 岳粹，山东冠县进士，由户部郎中升，三十八年被逮问
- 夏惟纯，直隶冀州进士
- 张九歌，山东曹州进士
- 张世胤，湖广石首官生，万历二年升甘肃行太仆寺少卿
- 胡穗，山西永宁举人，五年升陕西副使
- 袁桂蓁，河南洛阳进士
- 鄭國仕，直隶魏县进士，萬曆十年升河南副使
- 許光大，河南安阳进士，萬曆十年-十六年任
- 路楩，山东汶上官生，萬曆十七年七月以不及改调
- 趙時敏，直隶大名进士
- 郭师古，直隶如皋进士
- 张居敬，直隶赵州举人
- 张国纪，河南洛陽进士
- 李秩，河南孟津进士，二十九年升陕西右参政
- 劉湧，河南商城进士，三十四年升四川副使
- 蕭九成，四川内江进士，三十四年由苏州同知升任，次年考察免
- 张邦政，直隶满城进士，三十五年由淮安同知升任
- 张云翼，山西太平进士，四十四年升长芦运使
- 朱煐，直隶滑县进士，萬曆四十四年-四十六年任
- 任悊，四川南充进士，萬曆四十六年任
- 原乘雲，山西长治举人
- 劉文琦，四川西充进士，天啓二年升陕西副使
- 郭之祜，湖广潜江举人
- 李鳴珂，直隶束鹿举人
- 曹司牧，直隶乐亭举人
- 王文清，山西永宁进士
- 耿啓，直隶束鹿进士
- 郭湸，河南新乡进士
- 湯鳳喈，四川潼川举人
- 吴士熙，浙江举人
- 喬遷高，山西拔贡
- 馮兆祺，直隶举人

## 外部連結
[在维基数据编辑]
 《欽定古今圖書集成·方輿彙編·職方典·鞏昌府部》，出自陈梦雷《古今圖書集成》